# Cacao Meravigliao
Cacao Meravigliao è una canzone di Renzo Arbore e Claudio Mattone, cantata originariamente da Paola Cortellesi e resa celebre dalla trasmissione televisiva italiana Indietro tutta!, dove era la pubblicità dello sponsor immaginario della trasmissione.
La canzone fu resa a tal punto popolare dalla trasmissione che, pur non esistendo affatto, nel periodo di messa in onda, il “cacao meravigliao” veniva spesso ricercato come prodotto acquistabile dai clienti all'interno di negozi e supermercati.

## Il prodotto
In base alle descrizioni che ne venivano date all'interno del programma, le sue caratteristiche salienti sarebbero dovute essere le tre versioni disponibili: "Delicação", "Spregiudicão" e "Depreção", che erano fantasiose traduzioni in portoghese di "delicato", "spregiudicato" (quindi dal gusto forte) e "deprezzato" (ma anche "depresso", quindi leggero) e, come l'intero testo della canzone, richiamavano le numerose parole portoghesi terminanti col dittongo -ão. 
A partire dalla puntata del 27/01/1988 (al minuto 26 e 30") e in alcune delle seguenti viene spiegato che un'assunzione eccessiva, specie in abbinamento con il latte di renna, poteva causare la cosiddetta "mappazza", una sorta di forte indigestione la cui unica cura nota erano i "sani grumi di Sicilia" (puntata del 08/02/1988, 21'10").

## Il balletto
Durante il "momento dello sponsor" all'interno del programma, si svolgeva un balletto da parte di un gruppo di ragazze afro, composto da Marcia Sedoc, Amina Fofanà, Linda Udiny, Thel Montenegro, Elsbert Sarmy: il nome del gruppo, le Cacao Meravigliao, era lo stesso del prodotto.

## La canzone
La canzone-tema, scritta da Renzo Arbore e Claudio Mattone, era cantata da un'allora tredicenne Paola Cortellesi. La canzone vedeva anche l'intervento di Nino Frassica e fu pubblicata nell'album Discao Meravigliao.